# ATF6
ATF6 är ett av flera proteiner som induceras när endoplasmatiska nätverket utsätts för stress, exempelvis när mängden oveckade proteiner ökar, något som kan utgöra förstadium till bildandet av prioner. Det aktiveras genom att chaperonet BiP släpper från ATF6, vilket gör att ATF6 kan transporteras till golgiapparaten. Väl i golgiapparaten klyvs ATF6 till en transkriptionsfaktor kallad bZIP, som reglerar flertalet gener som styr endoplasmatiska retiklets utveckling, och bildar fler ER-relaterade proteiner och lipider som utökar endoplasmatiska retiklets omfång.